# Donald Payne Jr.
Pour les articles homonymes, voir Payne.
Donald Milford Payne Jr., né le 17 décembre 1958 et mort le 24 avril 2024 à Newark (New Jersey), est un homme politique américain, élu démocrate du New Jersey à la Chambre des représentants des États-Unis de 2012 jusqu'à son décès en 2024.

## Biographie
Donald Payne Jr. est originaire de Newark dans le New Jersey. Il préside les Jeunes démocrates du sud de Newark puis étudie les arts graphiques au Kean College, sans obtenir son diplôme.
De 1990 à 1996, il travaille à l'autorité des autoroutes du New Jersey. Après avoir été membre de la commission éducative du comté d'Essex, il est élu à la législature du comté en 2005. Parallèlement, il siège au conseil municipal de Newark, qu'il préside de 2010 à 2012.
Le 6 novembre 2012, il se présente à la Chambre des représentants des États-Unis pour succéder à son père décédé, Donald M. Payne (en). Il remporte la primaire démocrate avec 61 % des suffrages. Rassemblant 87,6 % des voix face au républicain Brian Kelemen, il est élu pour terminer le mandat de son père et pour le mandat suivant. Il est réélu avec plus de 85 % des suffrages en 2014, 2016 et 2018. Il est réélu en 2020 et 2022. 
Donald Payne Jr. est victime d'une crise cardiaque le 6 avril 2024 et reste inconscient jusqu'à son décès le 24 avril suivant à l'âge de 65 ans.